# チヴァーテ
チヴァーテ（伊: Civate）は、イタリア共和国ロンバルディア州レッコ県にある、人口約3,800人の基礎自治体（コムーネ）。

## 地理

### 位置・広がり
レッコ県南部のコムーネ。県都レッコから南西へ5km、ミラノから北北東へ42kmの距離にある。アンノーネ湖に面したコムーネである。

#### 隣接コムーネ
隣接するコムーネは以下の通り。括弧内のCOはコモ県所属を示す。
- アンノーネ・ディ・ブリアンツァ
- カンツォ (CO)
- チェザーナ・ブリアンツァ
- ガルビアーテ
- スエッロ
- ヴァルマドレーラ

### 気候分類・地震分類
気候分類では、zona E, 2452 GGに分類される。
また、イタリアの地震リスク階級 (it) では、zona 3 (sismicità bassa) に分類される。

## 行政

### 分離集落
チヴァーテには、以下の分離集落（フラツィオーネ）がある。
- Isella, Pozzo, Scola, Tozio

### 山岳部共同体
レッコ県とベルガモ県にまたがる広域自治体「ラーリオ・オリエターレ＝ヴァッレ・サン・マルティノ山岳部共同体」  (it:Comunità montana Lario Orientale - Valle San Martino)  （事務所所在地: ガルビアーテ）を構成する自治体のひとつである。